# فقط سگ‌ها
فقط سگها (به زبان انگلیسی: Just Dogs) فیلم کوتاه انیمیشن از مجموعه سمفونی احمقانه محصول سال ۱۹۳۲ است که توسط برت جیلت کارگردانی و دیزنی آن را تهیه کرده‌است. این اثر نخستین حضور انفرادی پلوتو می‌باشد.